# Maurice Webers
Maurice Webers is een Belgisch socialistisch politicus voor Vooruit.

## Levensloop
Hij groeide op in een politiek nest, zijn vader Rik was 'schepen van Sociale Zaken' van ‘82 tot ‘88. Na zijn humaniora ging Webers aan de slag in het labo van de steenkoolmijn van Beringen, vervolgens volgde hij een opleiding marketing en belandde bij De Voorzorg. In 1988 werd hij politiek actief en bijna verkozen. In 2000 werd hij verkozen en leerde het klappen van de politieke zweep kennen van Pierre Aerts. In 2006 was hij lijsttrekker en haalde 3.868 voorkeurstemmen, goed voor een tweede plaats. Webers kwam 93 stemmen te kort om burgemeester te worden en moest de eer aan Marcel Mondelaers (CD&V) laten, Webers werd schepen van Welzijn en Jeugd. In 2012 verpletterde hij de tegenstand met 4.289 voorkeurstemmen, dichtste concurrente was Anne Cuypers (CD&V). Hij werd aangesteld tot burgemeester en sloot een coalitie met CD&V. In 2012 cumuleerde hij 6 mandaten, waarvan 3 bezoldigd.